# Acalypha angustifolia
Acalypha angustifolia är en törelväxtart som beskrevs av Olof Swartz. Acalypha angustifolia ingår i släktet akalyfor, och familjen törelväxter. Inga underarter finns listade i Catalogue of Life.